# Palača Chismae-Štukanović
Palača Chismae-Štukanović je palača peraškog bratstva (kazade) Čizmai (Chismae, Cismai) i obitelji Štukanović (afilirana kazadi Perojević).
Nalazi se u zapadnom dijelu Perasta, u Penčićima, uz obalu. Preko puta, prema obali i zapadu je mala palača Zmajević, uzbrdo su kapela sv. Križa, palača Zmajević i crkva Gospe od Ružarija. Prema obali u pravcu istoka je palača Smekja. Prema istoku su i crkva sv. Nikole i sv. Marka.
Građena je 1621. kao rezultat uzastopnog građenja i prilagodbe starijih građevina baroknoj organizaciji tog dijela. Građena je u dvije faze te u nekoliko manjih međufaza koje su rezultirale pregradnjama. Nalazi se uz liniju Starog puta. Slična je palači Šestokrilović: prizemlje, dva kata, krov na četiri vode, balkon je na glavnoj fasadi na drugom katu po sredini. Bistijerna je u razini prvog kata stražnjeg dijela zgrade. Stropne grede na prvom katu su profila "na baštun". Oslikane su. Na zid se oslanjaju preko bankine na konzolama. Na drugom katu su puškarnice. Ispupčene fuge od crvenkastog maltera se nalaze na bočnoj fasadi.
Današnja namjena palače Chismae-Štukanović je stambena.